# Det lilla folket
Det lilla folket är en bok av David Wilkerson som är utgiven 1970 och handlar om hans och Teen Challenge arbete bland missbrukare i New York. I förorden skriver han bland annat "Min församling är rännstenen. Där bor inga barn. Bara folk, stora och små. Det lilla folket föddes åt det stora. De har fötts av föräldrar fulla av hat, skam och synder. De är födda gamla."